# Dendrobium goldfinchii
Dendrobium goldfinchii är en orkidéart som beskrevs av Ferdinand von Mueller. Dendrobium goldfinchii ingår i släktet Dendrobium, och familjen orkidéer. Inga underarter finns listade i Catalogue of Life.